# Esbønderup kyrka
Esbønderup kyrka är en medeltidskyrka i byn Esbønderup på norra Sjælland i Danmark.

## Kyrkobyggnaden
Kyrkan var ursprungligen byggd av olika sorters natursten medan senare tillbyggnader är av tegel. De äldsta delarna har tidsbestämts till före år 1130 och är sålunda nästan 900 år gamla. Långhuset och en del av koret är uppförda i romansk stil av natursten och Helsingborgssandsten. 

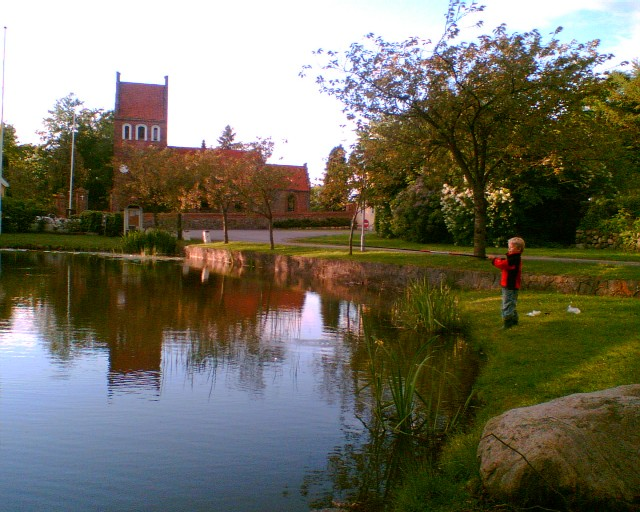
Esbønderup kyrka vid byns kärr

Under senare delen av medeltiden kompletterades byggnaden med tegelstensvalv och olika om- och tillbyggnader. Det ursprungliga runda koret förlängdes med en kvadratisk utbyggnad mot öster. Tornet i väster  byggdes omkring år 1500 och långhusets norra sida har i modern tid fått en större tillbyggnad.

## Inventarier
Altartavlan från 1840-talet pryds av en målning med motivet "Marie bebådelse". Den målades år 1841 av Albert Küchler, som var elev till C.W.Eckersberg. 
En kalkmålning och dekoration på korvalvet, troligen från 1400-talet, och en Laurentius-figur frilades år 1894 och restaurerades. Sankt Laurentius antas ha varit kyrkans skyddshelgon. 
Predikstolen är ett praktfullt träsnideriarbete från år 1602.
Dopfunten av granit, härstammar troligen från kyrkans första tid. Den försvann under en renovering år 1942 och återfördes till kyrkan efter att ha hittats på en betesmark, där den användes som vattenho.
Under tornet finns en sten med  latinsk text: "Här ligger hr. Mikael, en gång präst i denna kyrka, som dog 20 oktober 1337".
De nuvarande kyrkklockorna är från åren 1726 och 1906. Den första klockan, från år 1406, sprack i samband med själaringningen för kung Christian IX.